# Bonadsmålning

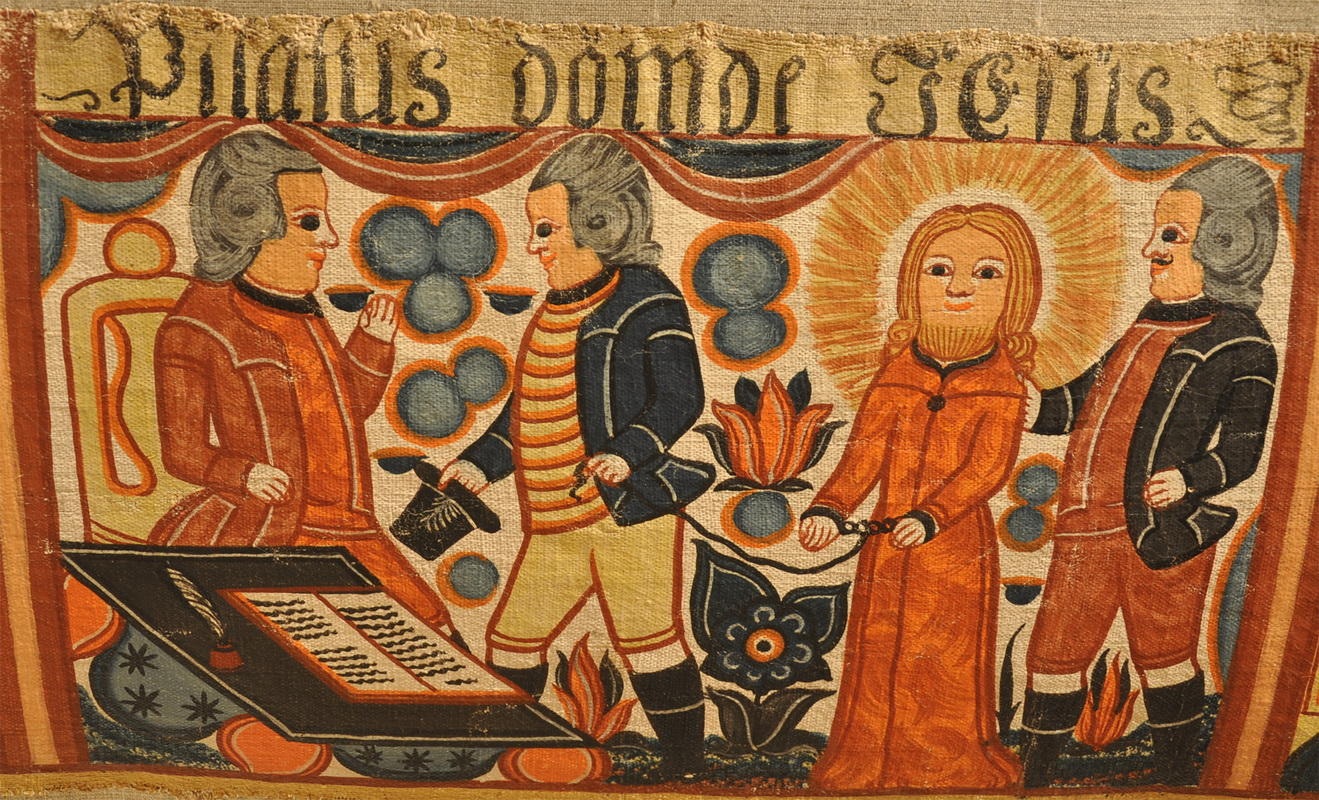
Pilatus dömde Jesus, del av bonad målad av Johannes Nilsson.

Bonadsmålning var en form av målad utsmyckning, oftast med bibliska motiv, för bostaden på väv och från omkring 1800 även på papper hos landsbygdsbefolkningen i Småland, Halland samt angränsande delar av Västergötland och Blekinge. Målningarna, vilkas traditioner kan följas tillbaka till senmedeltiden, hade sin blomstring under perioden 1750–1850. 
När målade bonader först dyker upp är okänt, men i prästgården vid Helgafjell på Island omtalas 1186 en bonad, som skall ha varit "steint", vilket kan tolkas som att de var målade. 1247 sägs kungsgården i Bergen ha dekorerats med "steinum klaedum". Ett av de äldsta bevarade exemplen på målade bonader i Sverige är två smala refiller från Alfta socken i Hälsingland. Båda härrör förmodligen från 1400-talet. En bonad från Rygnestad i Norge med motiv av Sankt Göran och draken antas ursprungligen vara tillverkad i Östergötland på 1400-talet. Ett gavelstycke, en bonad avsedd att kläda gaveln i en ryggåsstuga, målad med motiv ur passionshistorien, har påträffats i Kinderåsen, Ovikens socken i Jämtland. Bonaden dateras till 1500-talet. Från 1500-talet härrör flera målade bonader påträffade i Hälsingland.
Under senare tid förefaller seden med målade bonader huvudsakligen ha levat kvar i Småland, Halland samt angränsande delar av Västergötland och Blekinge inom det område där det sydgötiska huset förekommer. En bonad i Smålands museum dateras med ledning av de avbildade dräkterna till 1630- eller 1640-talet. De äldsta daterade bonaderna är Bårarydsbonade på Borås museum daterad 1714 och en bonad på Nordiska museet attribuerad till kyrkomålaren Anders Sillman, daterad 1733.
Redan vid mitten av 1800-talet börjar bonaderna falla ur modet. Den yngsta daterade bonaden är från 1875, en bonad av Sunnerbomålaren Sven Nilsson "Sven i Betlehem" är troligen utförd 1876.
Då hade målningarna redan börjat uppmärksammas av folklivsforskare. Den första att intressera sig för dessa av Nils Gabriel Djurklou som beskrev dem i Unnarsboarnes seder och lif (1874) utifrån en resa genom trakterna 1869. I verket lät han återge avbildningar av fem bonadsmålningar. Artur Hazelius lät redan 1873 i sin "Skandinavisk-etnografiska samling" på Drottninggatan i Stockholm ställa ut en halländsk bålastuga prydd med sju bonadsmålningar. Flera av de därefter inrättade etnografiska museerna kom att prydas med bonadsmålningar, och flera museer kom att infoga bonadsmålningar i sina samlingar.
Bonadsmålningarna kom även att dra till sig intresse från privata samlare. I Carl Larssons Ett hem återges hans ateljé med en bonadsmålning på väggen. I bildbeskrivningen skriver han: Längs panelen går en fris föreställande Frälsarens lif. Det är en bonadsmålning från Halland, gjord under förra sekelskälet, och framställas alla personerna, utom Christus själf, i den tidens och det länets dräkter. Den har samma ursprungliga naivitet och behag men intresserar mig mera än någon af Giottos fresker. - Det är hos dessa svenska bonadsmålare från slutet af förra seklet, jag sedan några år går i skola; detta erkänner jag öppet. Även andra samlade bonadsmålningar. Sålunda hade Verner von Heidenstam några på Övralid och även i Erik Axel Karlfeldts arbetsrum på Karlfeldtsgården Sångs fanns två bonadsmålningar. Möjligen trodde han att det rörde sig om dalmålningar då inte alla samlare kunde skilja mellan de båda.
Den första att systematisera bonadsmåleriet var Per Gustaf Wistrand. Han liksom en stor del av de tidiga etnologerna ansåg främst det äldre bonadsmåleriet värt att studera och menade att 1820-talet innebar en dekadensperiod för måleriet och menade att målningarna inom sunnerboskolan "genom sin dåliga teckning och sina skrikande färgsammanställningar kunna betraktas som bonadsmålningarnas förlorade söner". Sigurd Erixon delade Wistrands åsikter om de senare målningarna. Den förste att omvärdera sunnerboskolans måleri blev Nils Strömbom med sin uppsats från 1967.
Trots ett visst intresse från en mindre grupp samlare förblev intresset för bonadsmålningarna ganska begränsat. Först efter andra världskriget kom bonadsmålningar som antikviteter att få en uppskattning i bredare lager och priserna på dessa sköt i höjden. En medelmåttig målning av Johannes Nilsson bjöds på antikmässan i Helsingborg 1989 ut för 60.000 kronor. En snarlik kostade 1875 omkring 1 krona.
Forskning om denna konstart har bedrivits bland annat under ledning av etnologiprofessorn Nils-Arvid Bringéus vid Lunds universitet. Elisabeth Berglin publicerade sin doktorsavhandling om bonadsmålning med fokus på bonadsmålaren Johannes Nilsson från Gyltige by i Breareds socken. Johannes Nilsson anses som en av de allra främsta bland bonadsmålarna i Sydsverige.
En omfattande samling av bonadsmålningar finns på Varbergs museum. Även Smålands museum i Växjö har en stor samling. Bonadsmuseet i Unnaryd är Sveriges enda separata museum för det sydsvenska bonadsmåleriet med verk av flera bonadsmålare från 1700- och 1800-talen.